# Гермундуры

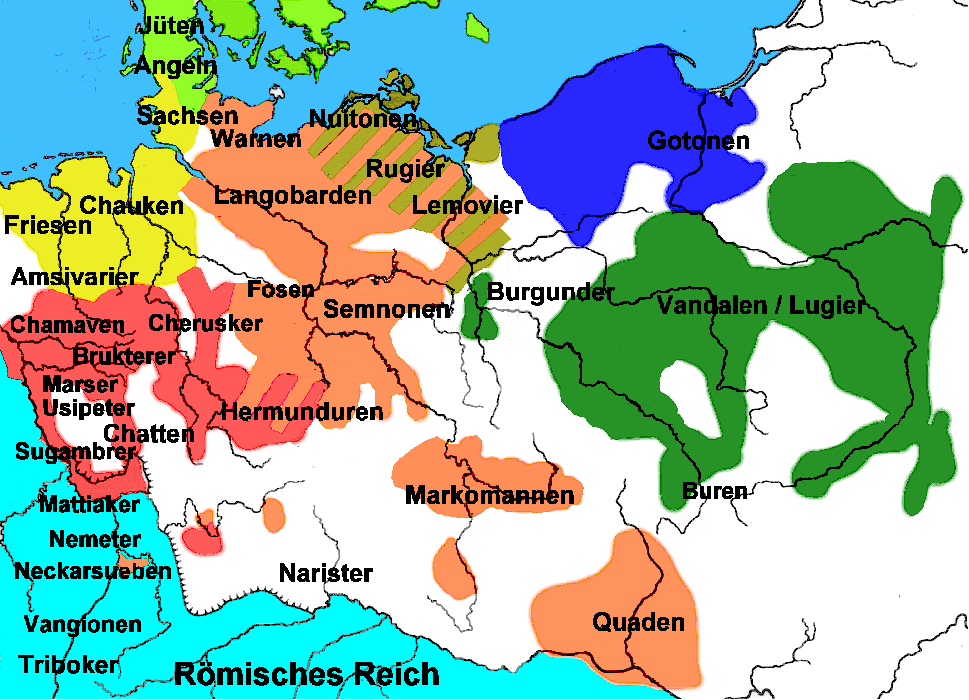
Карта расселения германских племён в 50 г. до н. э. Гермундуры отмечены в центре

Гермундуры (лат. Hermunduri, герм. Hermunduren) — древнегерманское племя, родственное свевам, сформировавшееся и жившее в период с I в. до н. э. по VI в. н. э. в верховьях реки Зале, преимущественно на территории современной Тюрингии.
Воевали с соседними древнегерманскими племенами — свевами, хаттами, маркоманами, квадами, а также с римлянами. В 58 г. н. э. с помощью римлян победили хаттов в войне за солевые источники на р. Верра. Гермундуры, проживавшие на юге ареала расселения племени, вступали в торговые сношения с римлянами в дунайских провинциях. В начале нашей эры гермундуры входили в состав государства маркоманского короля Маробода. Впоследствии гермундуры образовали ядро союза племен тюрингов, государство которых в 531 г. было завоевано франками. От потомков гермундуров тюрингов происходит название средненемецкой земли Тюрингии (нем. Thürigen).
Публий Корнелий Тацит о гермундурах:
«И та часть свебов, о которой я сейчас поведу рассказ, также обитает на землях, простирающихся до самых глубин Германии. Ближе всего, — ибо я буду следовать вниз по Дунаю, как незадолго пред этим следовал по течению Рейна, — племя гермундуров, верное римлянам; по этой причине с ними одними из всех германцев торговля ведется не только на берегу, но и внутри страны, а также в самой цветущей колонии провинции Реции. Они повсюду свободно передвигаются, и мы не приставляем к ним стражи; и если другим племенам мы показываем лишь наше оружие и наши укрепленные лагери, то для них, не проявляющих ни малейшей жадности, мы открыли наши дома и поместья. В краю гермундуров начинается Альбис, река знаменитая и некогда нам хорошо известная, а ныне мы знаем её только по имени.»